# هيروتو تاناكا
هيروتو تاناكا (باليابانية: 田中 裕人) (26 أبريل 1990 في أوساكا في اليابان – )؛ هو لاعب كرة قدم ياباني سابق كان يلعب كلاعب وسط.

## وصلات خارجية
- هيروتو تاناكا على موقع الاتحاد الدولي (مؤرشف)  (الإنجليزية)
- هيروتو تاناكا على موقع رابطة كرة القدم اليابانية للمحترفين (اليابانية)
- هيروتو تاناكا على موقع قاعدة بيانات كرة القدم.إي يو (الإنجليزية)
- هيروتو تاناكا على موقع Soccerway.com (الإنجليزية)
- هيروتو تاناكا على موقع عالم كرة القدم.نت (الإنجليزية)